# Renée Tenison
Pour les articles homonymes, voir Tenison.
Karen Foster Petra Verkaik
Kimberley Conrad Lisa Matthews
Renée Tenison est un mannequin et une actrice afro-américaine.
 
Elle a été désignée playmate du mois de novembre 1989 puis playmate de l'année 1990 par le magazine Playboy. 

## Biographie
Reneé est née à Caldwell (Idaho). Elle a trois frères plus âgés et une sœur jumelle qui fait également du mannequinat. Ce sont de vraies jumelles. Elle a tenu quelques petits rôles au cinéma.
C'est la première femme noire à avoir été playmate de l'année, 25 ans après la première playmate noire : Jennifer Jackson, Miss Février 1965 - qui avait aussi une sœur jumelle. Il faudra attendre 2009 pour qu'une autre femme noire soit à nouveau choisie comme playmate de l'année : Ida Ljungqvist. 
Elle a joué dans la série Los Angeles Heat.
En 2017, Playboy présente sept reconstitutions de couvertures du passé en faisant à nouveau poser, dans la même position et le même environnement, les playmates de l'époque, parmi lesquelles figure Renee Tenison.

## Apparitions dans les numéros spéciaux dePlayboy
- Playboy's Celebrating Centerfolds Vol. 1, décembre 1998 - pages 54-55
- Playboy's Playmate Tests, novembre 1998
- Playboy's Classic Centerfolds, juin 1998
- Playboy's Nude Celebrities, juin 1995
- Playboy's Hot Denim Daze, mai 1995 - page 41
- Playboy's Supermodels février 1995
- Playboy's Nudes, novembre 1994
- Playboy's Wet & Wild Playmates, septembre 1994 - pages 20-22
- Playboy's Book of Lingerie Vol. 39, septembre 1994 - page 68
- Playboy's Book of Lingerie Vol. 38, juillet 1994
- Playboy's Girls of Summer '94, juin 1994
- Playboy's Book of Lingerie Vol. 37, mai 1994
- Playboy's Bathing Beauties, mars 1994 - pages 33, 68
- Playboy's Book of Lingerie Vol. 35, janvier 1994
- Playboy's Blondes, Brunettes & Redheads, août 1993 - couverture
- Playboy's Wet & Wild Women, juillet 1993
- Playboy's Girls of Summer '93, juin 1993 - page 62
- Playboy's Book of Lingerie Vol. 31, mai 1993
- Playboy's Book of Lingerie Vol. 30, mars 1993 - page 76
- Playboy's Book of Lingerie Vol. 28, novembre 1992
- Playboy's Book of Lingerie Vol. 27, septembre 1992
- Playboy's Career Girls, août 1992
- Playboy's Book of Lingerie Vol. 16, novembre 1990
- Playboy's Book of Lingerie Vol. 15, septembre 1990
- Playboy's Girls of Summer '90, août 1990 - pages 42, 78
- Playboy's Playmate Review Vol. 6, juillet 1990
- Playboy's Great Playmate Hunt, février 1989 - page 19

## Filmographie

### Films
| Année | Titre                          | Rôle                  | Notes        |
| ----- | ------------------------------ | --------------------- | ------------ |
| 1991  | Shout                          | Une fille au bar      |              |
| 1993  | CB4                            | Jumelle               |              |
| 2000  | Nutty Professor II: The Klumps | Propriétaire du chien | non créditée |